# Torneio Internacional do Rio de Janeiro de 1972
O Torneio Internacional do Rio de Janeiro de 1972, também conhecido por Torneio Internacional de Verão de 1972, foi a sétima edição deste torneio amistoso.
Participaram deste torneio o Flamengo, o Vasco da Gama, e a equipe portuguesa do Benfica, que era a atual campeã portuguesa, líder da temporada e semifinalista da Copa dos Campeões (futura Champions League).
Foi neste torneio que houve a partida em que o atacante flamenguista Fio Maravilha fez o famoso gol que serviu de inspiração para o cantor Jorge Ben escrever a canção Fio Maravilha.
O Flamengo foi o campeão, sendo sua quarta conquista do Torneio Internacional do Rio de Janeiro.

## Jogos
| Jogos    |                                     |                              |       |
| Data     | Local                               | Partida (Resutado)           | Ref.  |
| 15/01/72 | Estádio do Maracanã, Rio de Janeiro | Flamengo 1 - 0 Benfica       | [ 1 ] |
| 18/01/72 | Estádio do Maracanã, Rio de Janeiro | Vasco da Gama 0 - 2 Benfica  | [ 2 ] |
| 20/01/72 | Estádio do Maracanã, Rio de Janeiro | Flamengo 1 - 0 Vasco da Gama | [ 3 ] |

### Ficha Técnica dos Jogos
Jogo 1
| 15 de janeiro de 1972 | Flamengo          | 1 x 0                  | Benfica | Estádio do Maracanã ( Rio de Janeiro)                                                  |
|                       | Fio Maravilha 78' | Ficha Técnica Detalhes |         | Público: 44,000 (apr.) Renda: Cr$ 282,727,00 Árbitro: Airton Vieira de Morais (Sansão) |

Jogo 2
| 18 de janeiro de 1972 | Vasco da Gama | 0 x 2         | Benfica                 | Estádio do Maracanã, Rio de Janeiro |
|                       |               | Ficha Técnica | Jordão 25' · Simões 65' | Público: 22,097                     |

Jogo 3
| 20 de janeiro de 1972 | Flamengo             | 1 x 0                   | Vasco da Gama | Estádio do Maracanã, Rio de Janeiro        |
|                       | Paulo César Caju 32' | Resultado Ficha Técnica |               | Público: 29,381 Árbitro: José Marçal Filho |

## Premiação
| Torneio Internacional do Rio de Janeiro de 1972 |
| ----------------------------------------------- |
|                                                 |
| Flamengo (4º título)                            |